# Rotstekening

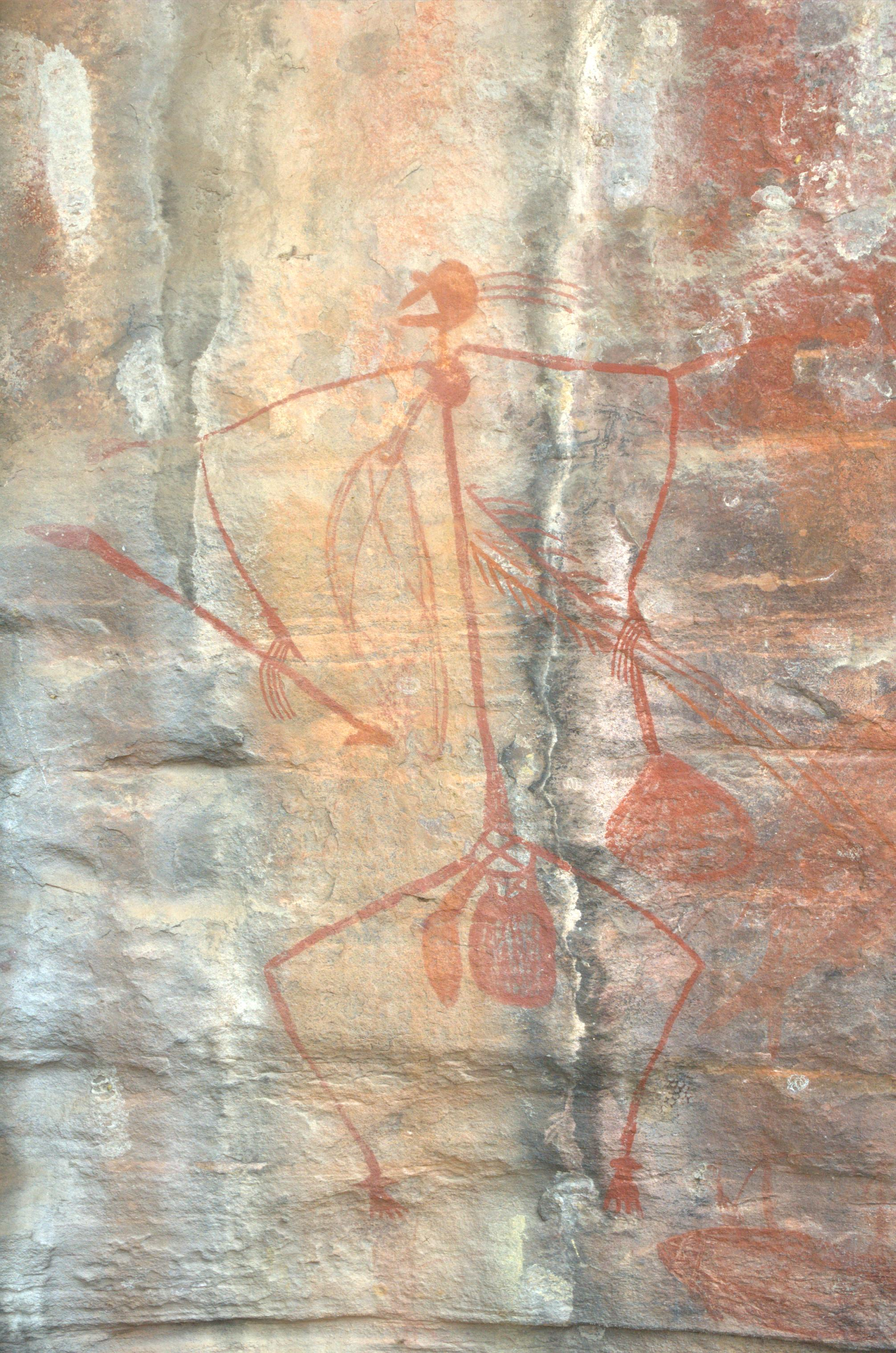
Aborigine jager of krijger

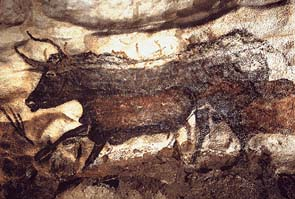
Een stier uit de Grot der Stieren in Lascaux

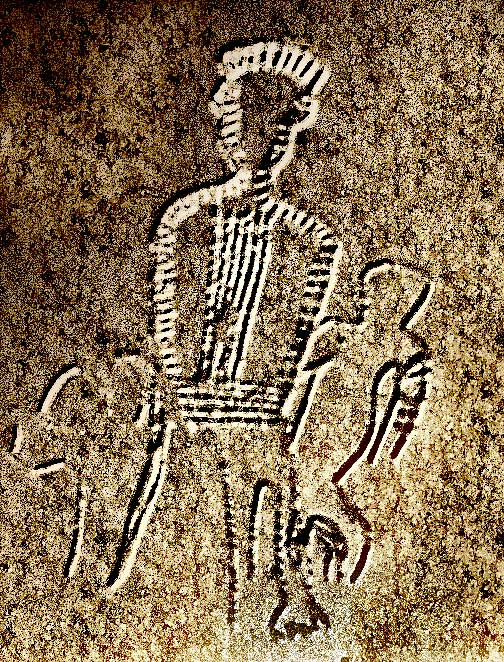
Mensachtige schilderijen in de Grotta de Levanzo in Italië

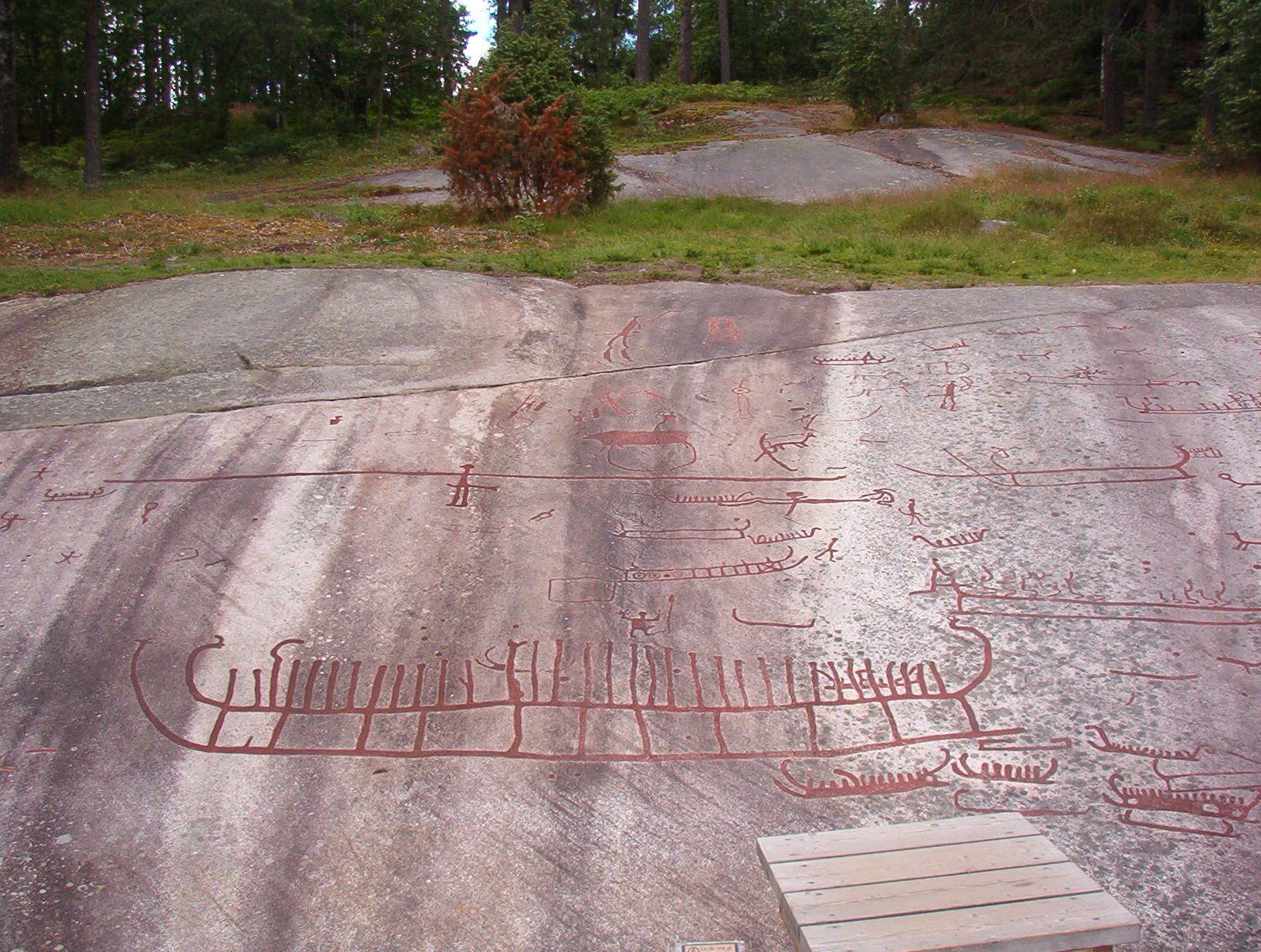
Rotstekeningen van Tanum

Een rotstekening is een getekende afbeelding op rotsen. Men kan hierbij twee grote groepen onderscheiden:
- Tekeningen in grotten, deze zijn meestal met pigmenten vervaardigd
- Tekeningen op rotsen in de open lucht, deze hebben meestal de vorm van petrogliefen

## Grotschildering
Bij een grotschildering is een schildering aangebracht op de wanden en/of plafonds van grotten. De benamingen worden in het bijzonder gebruikt voor afbeeldingen die zijn gemaakt in de prehistorie.
De vroege moderne mens was de eerste die pogingen deed om voorwerpen uit zijn milieu, hoofdzakelijk jachtdieren, weer te geven door graveringen in de wanden van holen en spelonken. Thans kent men vele honderden graveringen in rotswanden, meestal in grotten, en de weergegeven ijstijddieren zijn goed te herkennen. Er zijn tekeningen van mammoeten, oerossen, wolharige neushoorns, paarden, stieren, herten e.d. gevonden, daterend tussen de 36.000 en enige duizenden jaren geleden.
Het oudste tot nog toe gevonden dierenportret is dat van een hertzwijn in een grot bij Maros op het Indonesische eiland Sulawesi. In deze grotten zijn ook talrijke handstencils aangetroffen, waarvan de oudste minstens 39.900 jaar geleden werd aangebracht.
In een grot in Altamira (Spaanse Pyreneeën) vond men de reproductie van een bizon op de zoldering geschilderd in helder rood, bruin en zwart. Waarschijnlijk waren ze maar weinig vervaagd sinds ze op de rotswand werden aangebracht. Gedeeltelijk is dit te danken aan de duisternis en de gelijkmatige temperatuur.
In de grotten van Nerja werden zeer recent (op 8 februari 2012) een aantal schilderingen in de grot gedateerd op minstens 42.000 jaar oud. Daarmee zijn het de oudst bekende kunstwerken die de mensheid heeft voortgebracht.
Ook in vele grotten in de Dordogne (bijvoorbeeld van Lascaux bij Montignac) zijn muurschilderingen ontdekt van bizons, paarden en herten in zwart, geel en rood. In andere grotten heeft men afbeeldingen van hele jachttaferelen gevonden. Merkwaardig is dat de mens zelf vrijwel in het geheel niet (enkele malen zeer schematisch) is getekend, terwijl de dieren vaak zeer levensecht en in karakteristieke houdingen en soms zelfs in kleuren zijn afgebeeld.
In de grot van Pech Merle is de bekendste afbeelding die van het gestippelde paard (Cheval de Pomelé). Ook de negatieve handafdruk met de dertien stippen is erg bijzonder.

## Petroglief
Petrogliefen zijn symbolen, figuren, of andere afbeeldingen die in de rotsen zijn gekrast, gekerfd of gehakt. Het woord petroglief is afkomstig van het Griekse woord petros "steen" en glyphein "kerven". Vaak worden petrogliefen in het Nederlands rotstekeningen genoemd. In Scandinavië worden petrogliefen aangeduid met de term hällristningar.
De rotsschuilplaatsen van Bhimbetka in India tonen rotstekeningen gedateerd op 30.000 v.Chr.
Vroege afbeeldingen van mensen op rots zijn ook in de rotskunst van de Sahara te zien. Deze dateren uit het Capsien, dat ongeveer 10.000 jaar geleden begon.
Ook op andere continenten bestaan zeer oude rotstekeningen en -schilderingen, b.v. in Australië en in Noord-Amerika.